# Філлемон Каналело
Філлемон Каналело (англ. Fillemon Kanalelo, нар. 23 травня 1971, Волфіш-Бей) — намібійський футболіст, що грав на позиції воротаря. По завершенні ігрової кар'єри — тренер. Відомий за виступами у намібійському клубі «Блу Вотерс» та південноафриканському «Мамелоді Сандаунз», а також у національній збірній Намібії.

## Клубна кар'єра
Філлемон Каналело народився у місті Волфіш-Бей. У дорослому футболі дебютував 1991 року виступами за команду клубу «Блу Вотерс», в якій провів шість сезонів, взявши участь у 194 матчах чемпіонату. За надійну гру отримав прізвисько «Магніт» (англ. The Magnet). У 1997 році перейшов до сильнішої професійної ліги — південноафриканського клубу «Мамелоді Сандаунз», за який відіграв 8 сезонів, провівши за клуб 64 матчі у вищому дивізіоні ПАР. Завершив професійну кар'єру футболіста в цьому клубі в 2005 році.

## Виступи за збірну
У 1992 році Філлемон Каналело дебютував в офіційних матчах у складі національної збірної Намібії. Протягом кар'єри у національній команді, яка тривала 8 років, зіграв у 9 матчах відбору до чемпіонатів світу. У складі збірної був учасником Кубка африканських націй 1998 року у Буркіна-Фасо, на якому зіграв 3 матчі.

## Кар'єра тренера
Розпочав тренерську кар'єру, повернувшись до футболу після невеликої перерви, 17 серпня 2010 року, очоливши тренерський штаб клубу «Тура Меджик». У листопаді цього ж року він перейшов на роботу головним тренером іншого намібійського клубу «Юнайтед Африка Тайгерс». Наступного року він став тренером воротарів південноафриканського клубу «Маріцбург Юнайтед». У 2015 році Філлемон Каналело кілька місяців виконував обов'язки головного тренера збірної Намібії.